# Tristellateia
A Tristellateia a Malpighiales rendjébe és a malpighicserjefélék (Malpighiaceae) családjába tartozó nemzetség.

## Rendszerezés
A nemzetségbe az alábbi 21 faj tartozik:
- Tristellateia acutifolia Arènes
- Tristellateia africana S. Moore
- Tristellateia ambondrensis Arènes
- Tristellateia ambongensis Arènes
- Tristellateia australasiae A. Rich.
- Tristellateia bernierana A. Juss.
- Tristellateia bojerana A. Juss.
- Tristellateia cocculifolia A. Juss.
- Tristellateia cordifolia Arènes
- Tristellateia dulcamara A. Juss.
- Tristellateia emarginata Baker
- Tristellateia goudotii Arènes
- Tristellateia grandiflora Arènes
- Tristellateia isalensis Arènes
- Tristellateia madagascariensis Poir. - típusfaj
- Tristellateia ovalifolia Arènes
- Tristellateia rigalii Arènes
- Tristellateia sancti-andreae Arènes
- Tristellateia squarrosa Radlk.
- Tristellateia stenactis Baill.
- Tristellateia stenoptera Baker